# Sonnerie de Sainte-Geneviève du Mont de Paris
Pour les articles homonymes, voir Sonnerie, Sainte-Geneviève et Paris (homonymie).
La Sonnerie de Sainte-Geneviève du Mont de Paris (rapport aux sonneries des cloches de l'ancienne abbaye Sainte-Geneviève de Paris, actuel lycée Henri-IV) est une sonate baroque tardive, du compositeur et violiste Marin Marais (1656-1728), pour viole de gambe, violon, clavecin et basse continue. Ce 3e mouvement de son recueil La Gamme et autres morceaux de symphonie pour le violon, la viole et le clavecin, en 3 pièces, publié en 1723, est l'une des plus célèbres de ses œuvres.

## Historique
Marin Marais est un des musiciens maîtres virtuoses les plus célèbres de la cour du château de Versailles du roi Louis XIV (Le Roi-Soleil), élève entre autres de Jean de Sainte-Colombe pour la viole de gambe et de Jean-Baptiste Lully pour la composition.

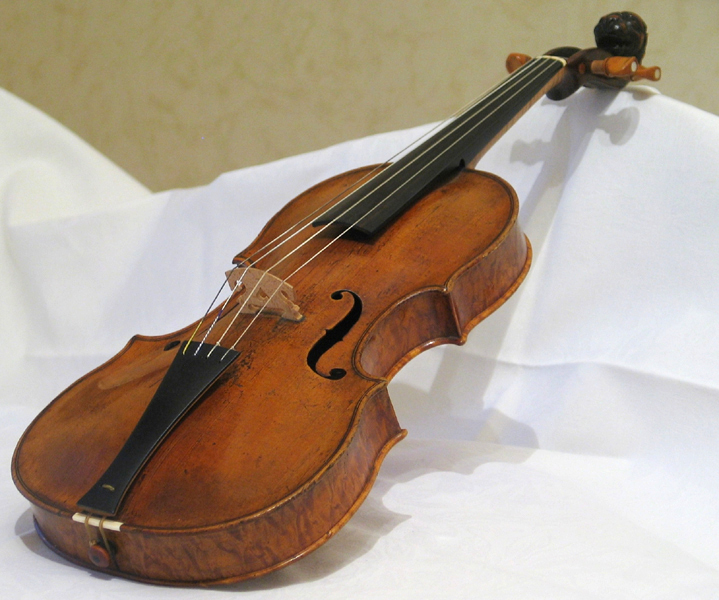
Violon baroque
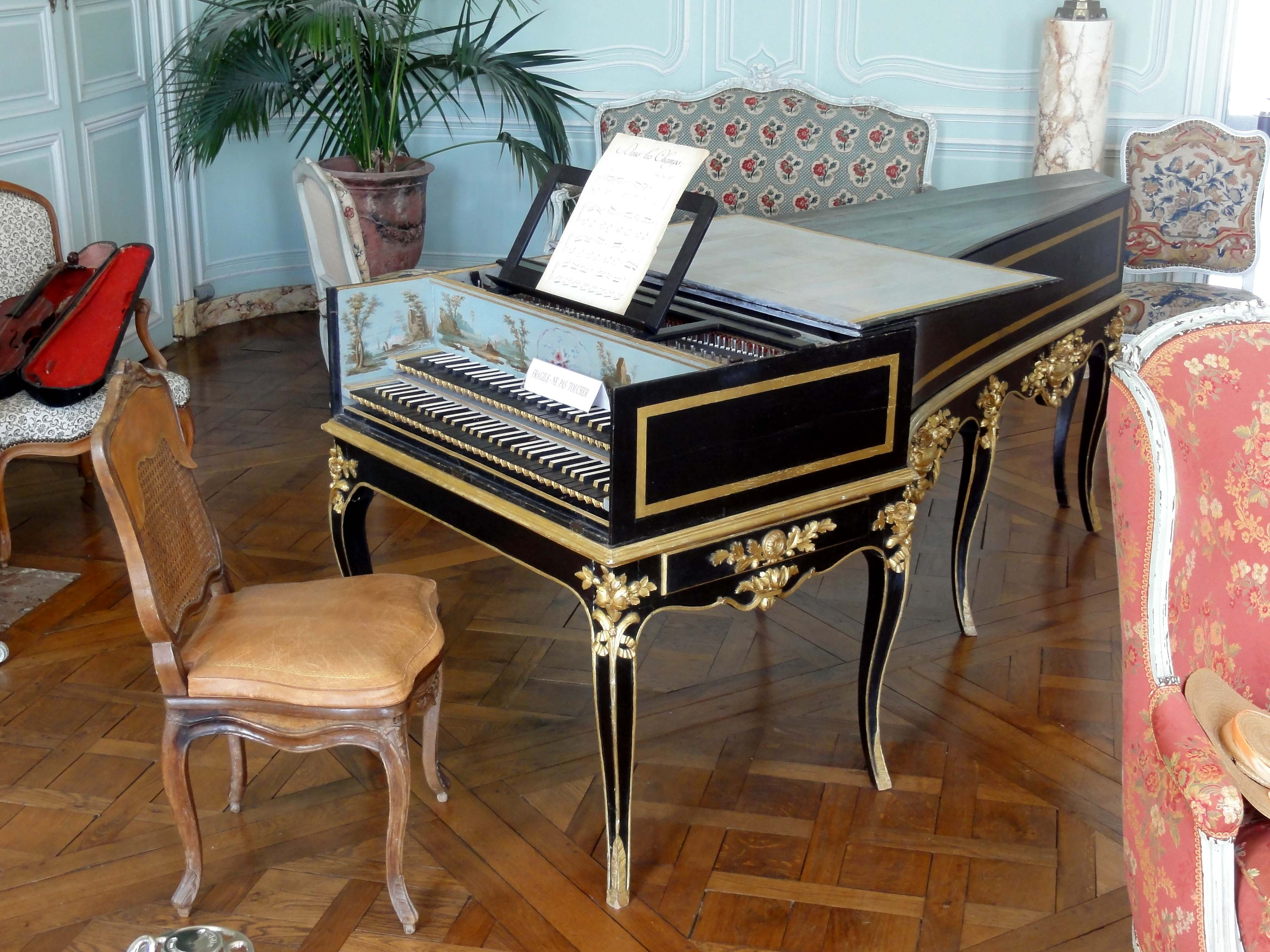
Clavecin
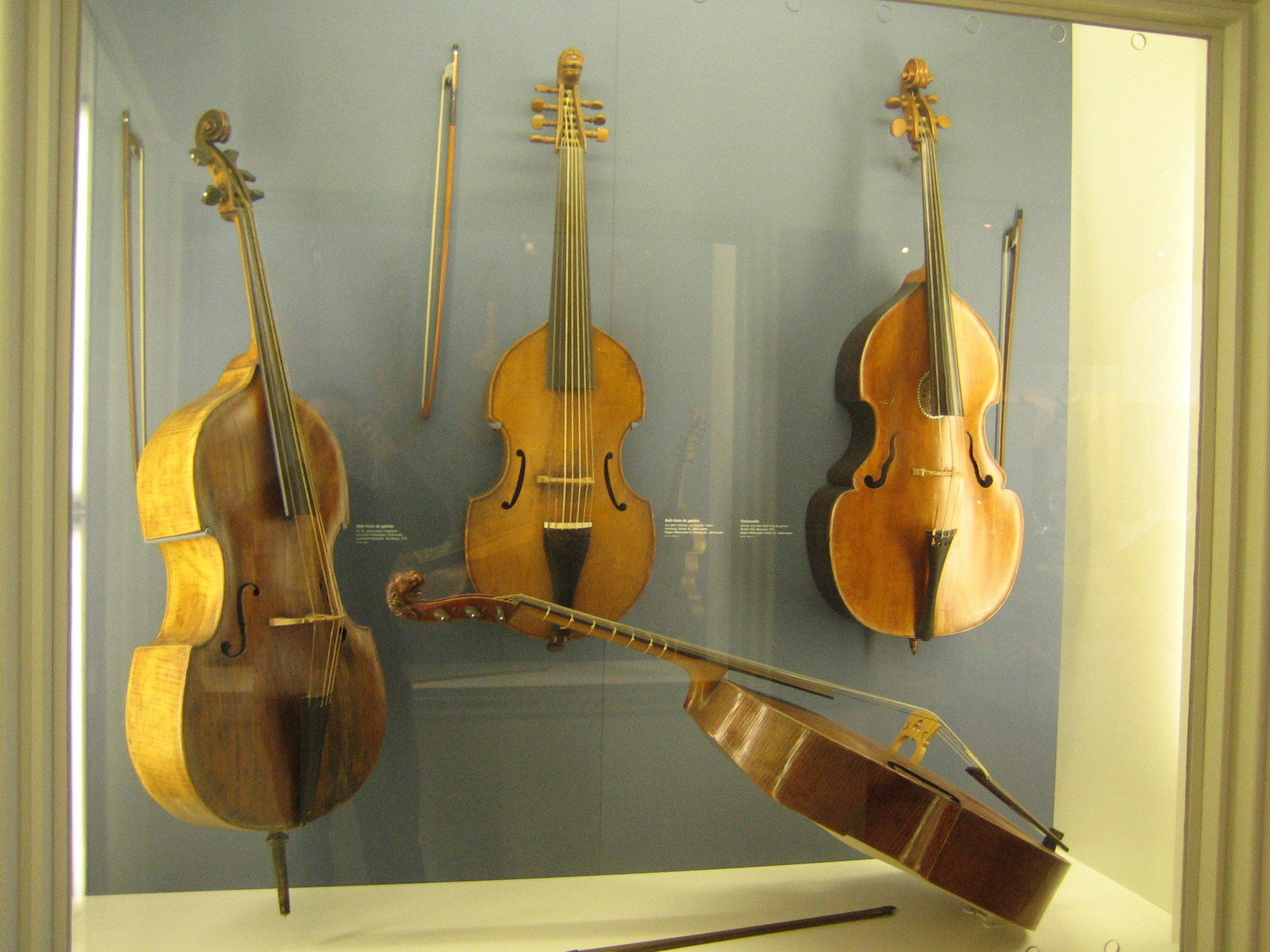
Violes de gambe

Marais compose cette pièce alors qu'il est élève de Sainte-Colombe. Virtuose de la viole, elle est au centre de ce morceau, avec une partie un peu plus flamboyante que celle du violon, et explore les différentes techniques de l'instrument. Considérée comme une passacaille, ou une chaconne, avec une ligne de basse Ré, Fa, Mi répétée, qui ferait référence à trois cloches de l'ancienne abbaye Sainte-Geneviève de Paris, qui sonnaient ces trois notes répétitivement régulièrement inlassablement « à la volée »... L’œuvre commence avec quatre mesures percutantes de la ligne de basse jouées par la basse continue et la viole, puis à la cinquième mesure, le violon joue la mélodie. Le violon et la viole s'échangent la mélodie tout au long de la pièce. La partie de viole est très difficile du fait de la haute maîtrise de cet instrument par Marais : elle illustre l'habileté du violiste même s'il ne joue pas toujours la mélodie.

## Gamme et autres morceaux de symphonie
1. La Gamme en forme de petit Opéra[5]
2. Sonate à la Maresienne[6]
3. Sonnerie de Sainte-Geneviève du Mont de Paris

## Frère Jacques
La célèbre chanson enfantine Frère Jacques, du moine sonneur de cloche, chantée en boucle en canons à quatre voix différées, reprend une partie du thème avec quatre cloches de l’œuvre précédente de Marin Marais. Elle est publiée pour la première fois en 1811, et attribuée au célèbre compositeur Jean-Philippe Rameau (1683-1764), autre célèbre compositeur baroque qui donne l'essentiel de son œuvre sous le règne de Louis XV.

## Cinéma
- En 1991, dans Tous les matins du monde, un film français réalisé par Alain Corneau, avec Guillaume Depardieu et Gérard Depardieu dans le rôle de Marin Marais, et Jean-Pierre Marielle dans le rôle de Jean de Sainte-Colombe, la Sonnerie de Sainte-Geneviève du Mont de Paris fait partie de la bande sonore. Le film obtient le César du meilleur film et le César de la meilleure musique originale en 1992 (pour la partie de la musique de film) composée par Jordi Savall)[8].
- En 2022 dans Sans filtre, film suédois réalisé par Ruben Östlund, la Sonnerie de Sainte-Geneviève du Mont de Paris fait partie de la bande sonore. Le film obtient la Palme d'or en 2022.